# Top Secret
Top Secret – polskie czasopismo poświęcone tematyce gier komputerowych, a także kulturze i wydarzeniom z nimi związanym; ukazywało się w dwóch okresach. Pierwsza edycja pisma, wydawana w latach 1990–1996 przez Spółdzielnię Wydawniczą „Bajtek”, była pierwszym tego typu magazynem w Polsce; w jej ramach ukazały się 54 numery. Pierwsze z nich poświęcone były głównie grom na komputery 8-bitowe (Atari, Commodore, Spectrum, Amstrad). Później dominować zaczęły opisy na komputery 16-bitowe (Amiga, Atari ST, IBM PC). Autorzy wywodzący się z pierwszej edycji „Top Secretu” współtworzyli w późniejszych latach większość następnych magazynów o grach komputerowych w Polsce. Druga edycja, wydawana w latach 2002–2003 przez Axel Springer Polska, była próbą przywrócenia tytułu na rynek. W 2017 roku został wydany specjalny, jednorazowy numer czasopisma z okazji imprezy Pixel Heaven 2017.

## Okoliczności powstania
Tematyka gier komputerowych w polskiej prasie do jesieni 1990 roku poruszana była głównie na łamach miesięcznika „Bajtek”. W czasopiśmie tym znajdował się czterostronicowy dodatek o grach pt. „Co jest grane”. W 1990 roku Spółdzielnia Wydawnicza „Bajtek” podjęła decyzję o wprowadzeniu na rynek nowych tytułów. Jednym z nich miało być czasopismo specjalizujące się w grach komputerowych, ze względu na rosnącą grupę miłośników tego typu rozrywki w Polsce. Magazyn otrzymał tytuł „Top Secret”. Jego redaktorem naczelnym został Marcin Przasnyski (ps. „Martinez”), dotychczasowy redaktor „Bajtka” specjalizujący się w elektronicznej rozrywce.

## Pod redakcją Marcina Przasnyskiego (1990–1992)
Pierwszy numer „Top Secretu” pod kierownictwem Marcina Przasnyskiego ukazał się jesienią 1990 roku, dając tym samym początek czasopismom poświęconym grom komputerowym w Polsce. Magazyn ukazywał się raz na dwa miesiące. Wprowadził do polskiego dziennikarstwa branżowego cały szereg rozwiązań i zwyczajów, na których wzorowały się i wzorują do dziś inne pisma. Były to m.in.: podpisywanie artykułów pseudonimami zamiast imion i nazwisk, eksperymenty w zakresie układu graficznego, rozbudowane i różnorodne działy kontaktu z czytelnikami, wychodzenie poza ścisłą tematykę gier, itp. Na łamach „Top Secretu” często pojawiały się też luźne uwagi dotyczące życia redakcji, zespołu redakcyjnego i poszczególnych jego współpracowników, co nadawało magazynowi specyficzny styl i budowało silną więź z jego odbiorcami.
Ówczesny rynek oprogramowania komputerowego w Polsce charakteryzował się powszechnym jego nielicencjonowanym i niekontrolowanym rozpowszechnianiem, a także znaczącym zapóźnieniem w stosunku do krajów Europy Zachodniej. „Top Secret” dostosował się do tych warunków, skupiając się nie tylko na nowościach, ale także na grach starych, nawet 6-letnich. Wynikało to z zapotrzebowania przeciętnego polskiego gracza komputerowego, dla którego zarówno tytuły stare, jak i nowe stanowiły nową jakość. Główną część czasopisma zajmowały opisy sposobu przejścia gier i, często ręcznie tworzone, mapy. Ze względu na niską w tamtym czasie znajomość języka angielskiego w Polsce oraz praktyczny brak przekładów gier komputerowych na język polski, autorzy tekstów wyjaśniali także często sposób ich obsługi. Na łamach pisma znikomą ilość stanowiły publicystyka, recenzje, oceny grafiki i dźwięku. Wyniki ankiety przeprowadzonej wśród czytelników wykazały, że taka koncepcja czasopisma jest zgodna z zapotrzebowaniem odbiorców.
Oprócz Marcina Przasnyskiego – redaktora naczelnego i Waldemara Nowaka (ps. „Pegaz Ass”) – sekretarza redakcji, w skład zespołu redakcyjnego wchodzili: Andrzej G. Baciński Jr., Roman Bąbel, Łukasz Czekajewski, Grzegorz Gajewski, Lech Kalwas, Rafał Kinowski, Andrzej Kisiel, Karol Klepacz, Piotr Kos, Konrad Olszewski, Arkadiusz Sekura oraz Marek Werstak, który przebywał wówczas w Niemczech. Opracowaniem graficznym zajmowała się Małgorzata Doraczyńska.
W numerze 9., wydanym w lutym-marcu 1992 roku, wprowadzony został nowy układ graficzny autorstwa Waldemara Nowaka. Był to zarazem ostatni numer przygotowany przez ten zespół redakcyjny. Marcin Przasnyski i Waldemar Nowak zrezygnowali z pracy w piśmie, ponieważ jak napisało wydawnictwo, obaj chcą skończyć studia i uporządkować swoje sprawy osobiste. W opublikowanym w numerze „Raporcie z oblężonego miasta” Nowak określił ośmiobitowe komputery Atari tragedią polskiego rynku – Zachód przestał już produkować na te urządzenia gry, krajowi wydawcy według jego opinii nie dostarczali wystarczającej liczby tytułów, choć nie do końca było to prawdą. Jeszcze w tym samym numerze wydawnictwo podało informację, że wybrany został nowy zespół, zdaniem Bartłomieja Kluski nie była to jednak prawda.

## Pod redakcją Marcina Borkowskiego (1992–1996)

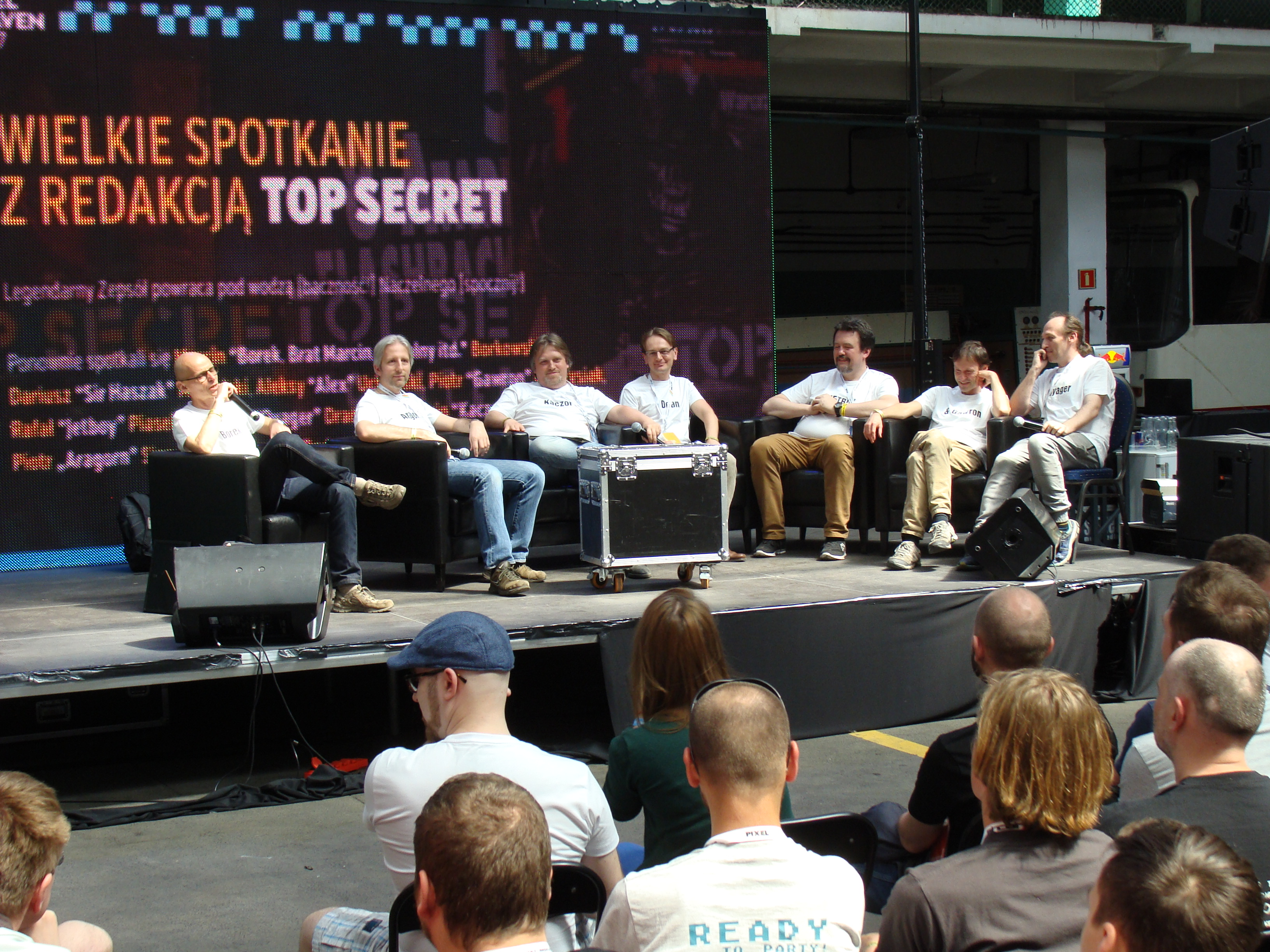
Członkowie redakcji „Top Secret”, maj 2017

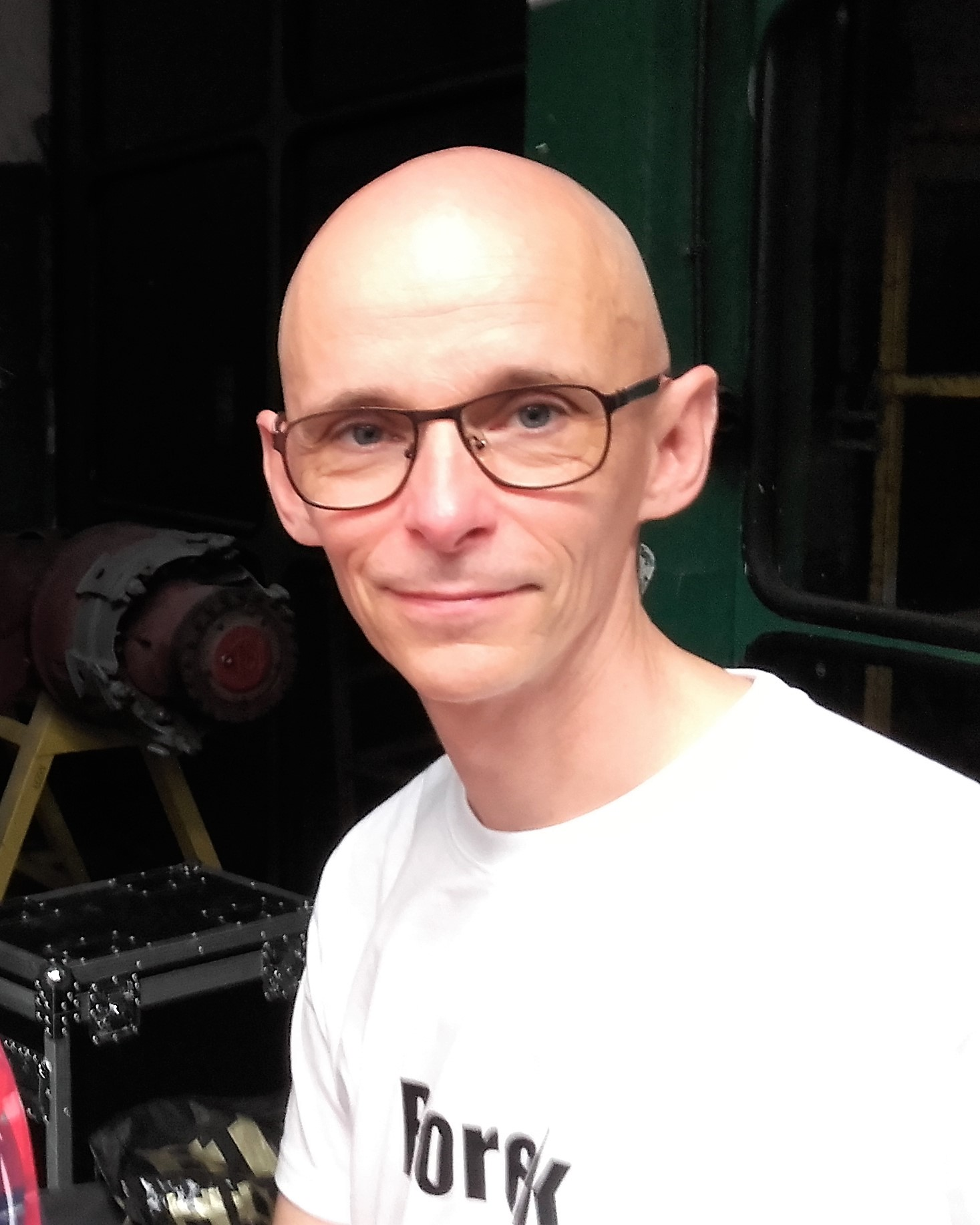
Marcin „Borek” Borkowski, maj 2017

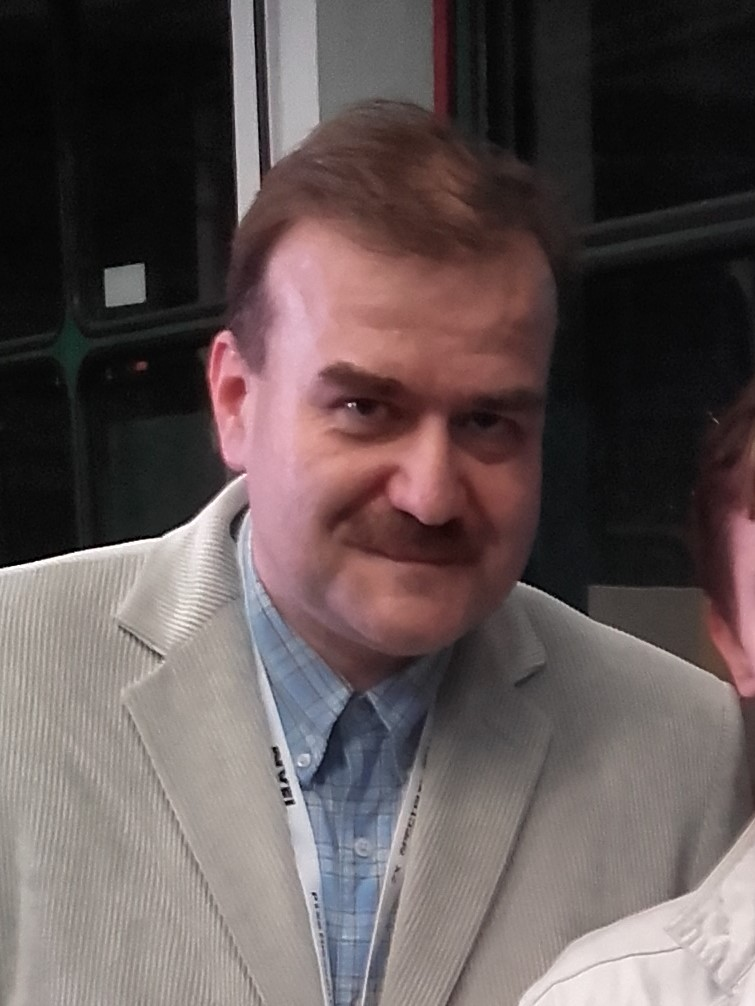
Dariusz „Sir Haszak” Michalski, maj 2017

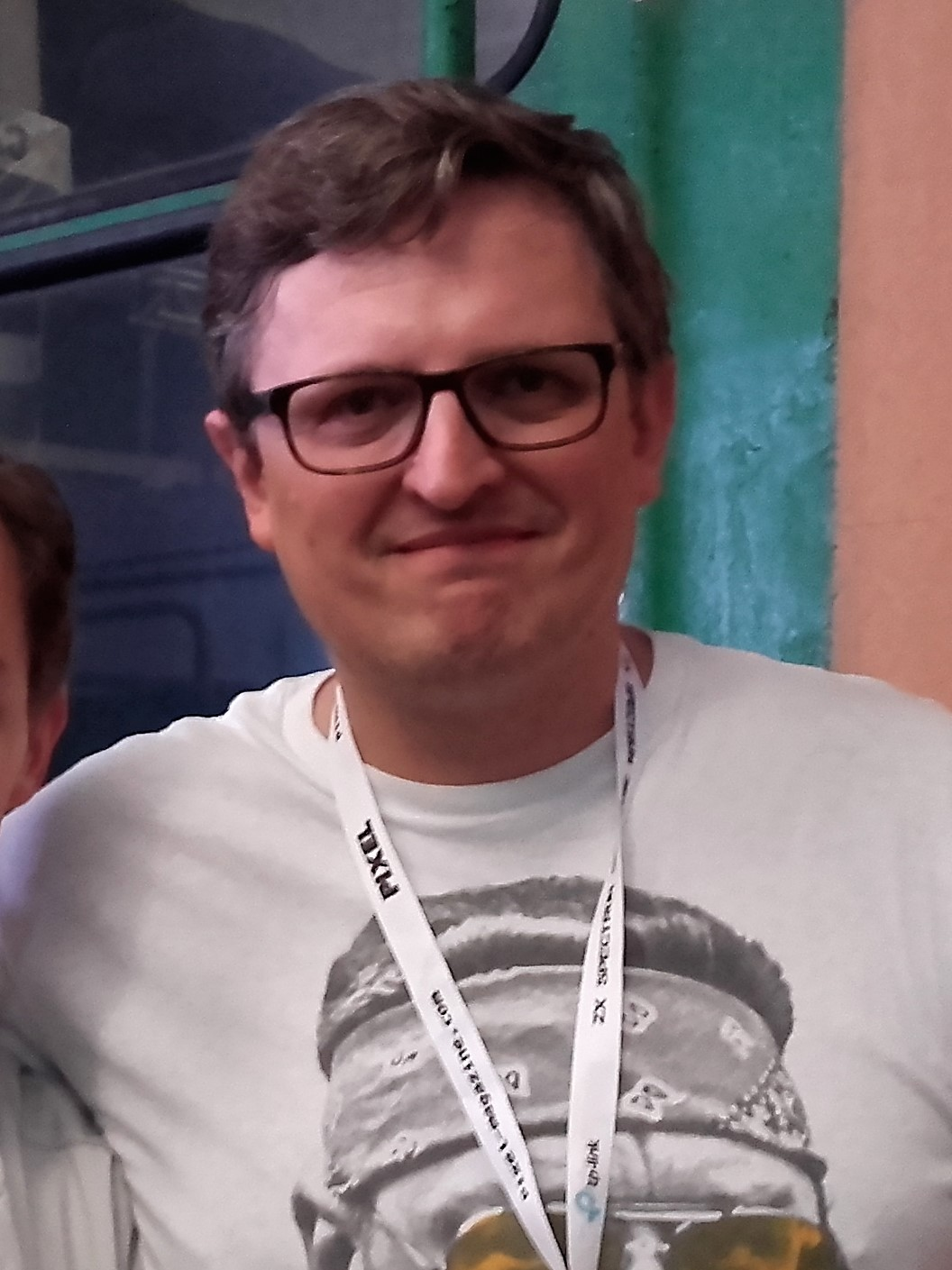
Aleksy „Alex” Uchański, maj 2017

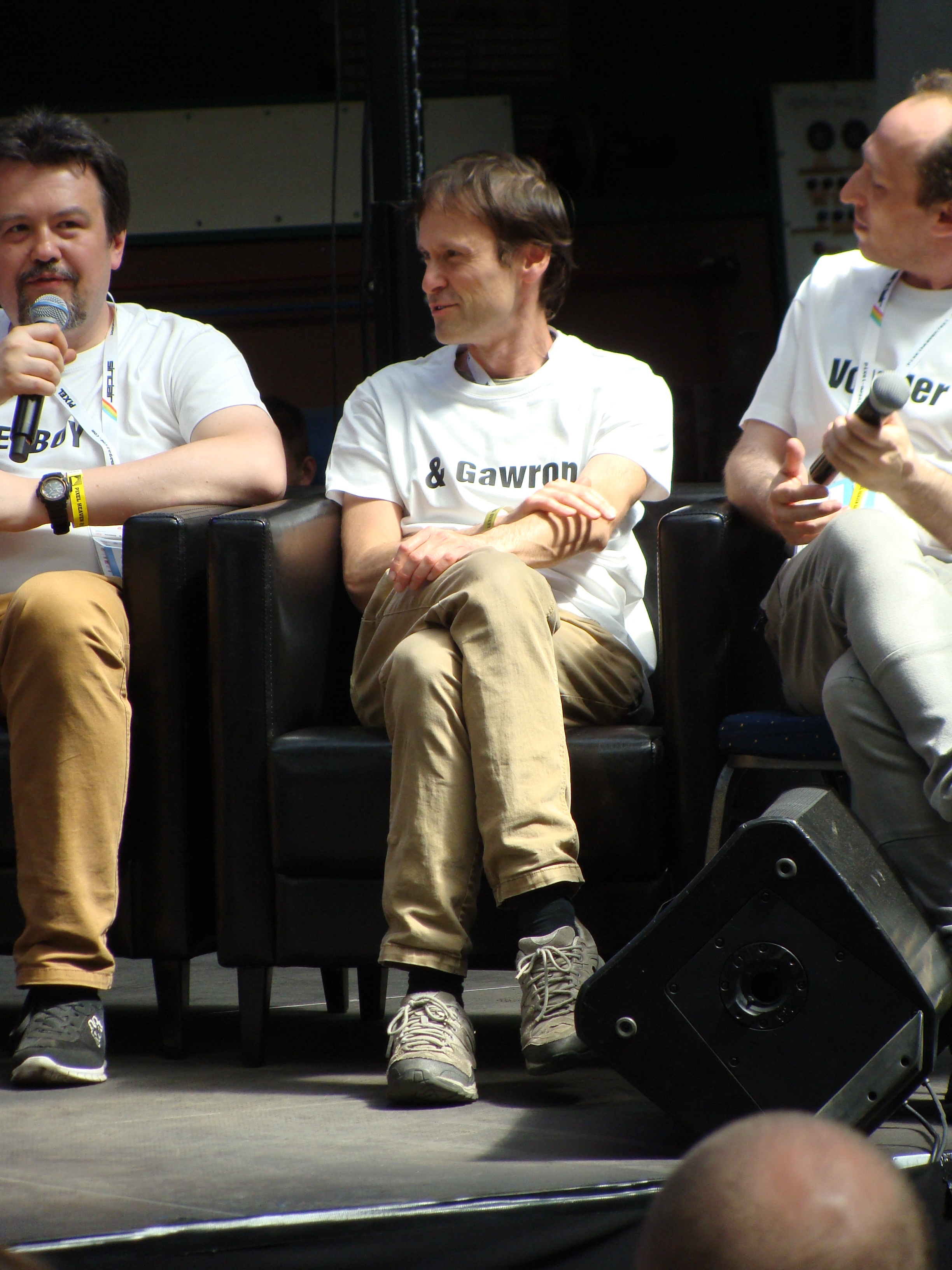
Piotr „Gawron” Gawrysiak, maj 2017

W zaistniałej sytuacji Spółdzielnia Wydawnicza „Bajtek” zmuszona została do poszukiwania nowego redaktora naczelnego „Top Secretu”. Wybór padł na Marcina Borkowskiego, który prowadził do tej pory rubrykę „Klan IBM” w czasopiśmie „Bajtek”. Był on autorem jednej z pierwszych polskiej gry komputerowej pt. „Puszka Pandory”, jednak w tematyce gier się nie specjalizował. Pierwszy numer pod jego kierownictwem ukazał się z dużym opóźnieniem – oznaczony jako maj/czerwiec, do sprzedaży trafił na przełomie lipca i sierpnia. Aby zamaskować przed czytelnikami fakt, że pismo zostało opracowane niemal w całości przez jedną osobę, Marcin Borkowski podpisał się pod artykułami za pomocą różnych pseudonimów: „Borek”, „Naczelny”, „Kopalny”, „Prof. Dżemik”, „Brat Marcin”, „Robaquez”. Miał przy tym duży dystans do swej roli szefa czasopisma, deklarując, że teraz wzięli się za niego ludzie do końca nierozsądni i nieodpowiedzialni, którym nikt przy zdrowych zmysłach nie powierzyłby nawet koszenia trawnika. Zastrzegł też, że nie obiecuje podwyższenia jakości magazynu, ponieważ dobrze, jeśli efekty pracy nie są dokładnie przeciwne do zapowiadanych. Wiele lat później określił się mianem przybranego ojca „Top Secretu”.
Od następnego numeru w redakcji zatrudniani byli kolejni ludzie, którzy utworzyli tzw. Zepsół. Byli to m.in. Emil Leszczyński (ps. „Emilus”), Aleksy Uchański i Piotr Gawrysiak (tworzący teksty razem pod ps. „Alex & Gawron”), Marcin Baryłka (ps. „Kaczor”), Maciej Wiewiórski (ps. „Wiewiór” i „Mr Undefined”), Rafał Piasek (ps. „Bad Joy”) i Dariusz Michalski (ps. „Sir Haszak”). Ukształtowali oni niepowtarzalny, luźny styl czasopisma, który czynił je, według słów Dariusza Michalskiego, pismem afiliowanym przy klubie dyskusyjnym, zwanym Zepsołem, dla którego ważna była dobra zabawa: rzucanie nowych pomysłów możliwych i niemożliwych do realizacji, błyskotliwe wymiany zdań, zestawy dowcipów i zabawa formą. Traktując swoją pracę w kategoriach zabawy, redakcja nie przywiązywała szczególnej wagi do pozyskiwania reklamodawców, wydawała kolejne numery nieregularnie, zdarzało się jej publikować materiały z opóźnieniem lub nieaktualne. Z upływem czasu nadal często nawiązywała do spraw zrozumiałych tylko dla starych, stałych czytelników, jak np. konfliktów między posiadaczami przestarzałych komputerów Atari i Commodore. Z dystansem i żartobliwie podchodziła do swoich błędów, m.in. skrupulatnie tworząc ich listę:

(…) 16 screenów zostało wydrukowanych w piśmie bez uprzedniego rozbarwienia (…), 3 razy za artykuł pieniądze wzięła nie ta osoba co powinna, 2 razy udało nam się puścić inny opis pod tym samym tytułem (…), 1 raz udało się zamienić strony miejscami, 1 raz wydaliśmy dwa numery pod tą samą cyfrą”

Zdaniem Bartłomieja Kluski, w obliczu pojawienia się konkurencyjnych czasopism o grach, taka polityka doprowadziła do stopniowego kształtowania się wizerunku „Top Secretu” jako czasopisma hermetycznego, mniej atrakcyjnego od konkurencji dla osób dopiero wchodzących w świat gier komputerowych. Niepoważny styl czasopisma miał odstraszać potencjalnych reklamodawców, którzy wybierali „poważniejszą” konkurencję. Według Kluski, była to jedna z przyczyn schyłku czasopisma.
Ostatnim numerem „Top Secretu” pod redakcją Marcina Borkowskiego był wydany z opóźnieniem numer 54. (wrzesień–październik 1996). Główną przyczyną jego upadku było bankructwo Agrobanku w 1995 roku, w którym znajdowały się oszczędności Spółdzielni Wydawniczej „Bajtek”. Doprowadziło ono do utraty ok. 100 tysięcy złotych (1 miliarda starych złotych) i zaburzenia płynności finansowej wydawnictwa. Spółdzielnia zastawiła swoje tytuły: „Bajtek” i „Top Secret” u właściciela drukarni, Prószyński i Spółka, która jeszcze przez kilka miesięcy drukowała czasopisma, jednak nie otrzymywała za to zapłaty. Ostatecznie jesienią 1996 roku druk został wstrzymany, co oznaczało koniec istnienia pierwszej edycji „Top Secretu”. W tym czasie likwidacji uległ także „Bajtek” i samo wydawnictwo.

### Kontakt z czytelnikami
Autorzy „Top Secretu” pod redakcją Marcina Borkowskiego, czyli tzw. Zepsół, byli nie tylko twórcami artykułów, ale także sami nierzadko stanowili ich temat. W teksty o tematyce komputerowej wplatane były luźne dygresje na temat życia redakcji i jej poszczególnych pracowników, wtrącane też liczne, specyficzne żarty. Na łamach czasopisma można było zobaczyć zdjęcia i komiksy przedstawiające redaktorów i wnętrza redakcji w różnych sytuacjach. Powodowało to, że czytelnicy postrzegali autorów pisma nie jak anonimowe pseudonimy, lecz jako żywych, znanych sobie ludzi, i z ciekawością śledzili ich poczynania. Włączali się w zainicjowaną przez redaktorów zabawę: podchwytywali i kontynuowali żarty, przesyłali swoje prace – rysunki, komiksy, komentarze, z których część była publikowana. Zdaniem Tomasza Przyjemskiego, „Top Secret” miał wspaniałą atmosferę i super społeczność czytelników.
Zachęcani przez redakcję czytelnicy uczestniczyli w rankingach na najlepsze i najgorsze gry. Publikowali rekordowe wyniki uzyskane w grach (High Score), dzielili się informacjami o sztuczkach ułatwiających granie (Tips&Tricks; Save game) oraz kompletnymi solucjami i mapami do gier (Czytelnicy nadesłali). Na łamach pisma publikowano wybrane fragmenty korespondencji przysyłanej do redakcji w takich działach jak Listy, Supery (później Hypery) gdzie publikowano najzabawniejsze fragmenty listów, oraz takie rubryki niestałe jak Dyzgrawicy, gdzie gościły rysunki czytelników.
W 1994 roku (numer 22, styczeń) na łamach „Top Secretu” zaczęła się ukazywać interaktywna powieść w odcinkach utrzymana w konwencji fantasy pt. „Piwem i mieczem”. Jej autor posługiwał się pseudonimem „Duch Serchi”. Przedstawiała fikcyjne przygody postaci będących odpowiednikami redaktorów czasopisma (m.in. kasztelana Emilusa Trzaska Pierwszego i Ostatniego, naczelnika cechu złodziejskiego Borekiusza Przebiegłego, adepta czarnej magii Wiewióriusza Bezlitosnego, trolla Beda i jego maczugi Joya i krasnoluda Alea Chytrej Rączki). Na końcu każdego odcinka kierowano pytanie do czytelników, co powinna dalej zrobić lub dokąd się udać drużyna bohaterów. Zgodnie z przesłanymi w listach odpowiedziami oraz po konsultacji z redakcją autor serii pisał kolejną część cyklu. Ostatni odcinek opublikowano w numerze 33 (grudzień 1994).
W taki sposób „Top Secret” stopniowo stworzył silną więź z czytelnikami, której w przyszłości nie zdołało osiągnąć żadne inne czasopismo o grach komputerowych w Polsce.

### Stali współpracownicy zespołu redakcyjnego
Zespół redakcyjny „Top Secretu” składał się przeciętnie z 9–10 stałych współpracowników, wymienianych w stopce redakcyjnej. Oprócz nich, wkład w czasopismo miało szerokie i zmienne grono dalszych współpracowników, a także czytelnicy. Ogółem w stopce redakcyjnej czasopisma pojawiło się 31 osób.
Byli to m.in.:
- Marcin Borkowski, ps. Borek, Naczelny, Kopalny, Prof. Dżemik, Brat Marcin[9] – redaktor naczelny od numeru 10 do 54[3];
- Marcin Baryłka, ps. Kaczor – współpracownik od numeru 11[3] do 33, a także w numerach 39 i 40; późniejszy twórca gier fabularnych: Dzikie Pola, Neuroshima;
- Kamil Dziekanowski, ps. Dean – współpracownik od numeru 41 do 54;
- Piotr Gawrysiak, ps. Gawron – współpracownik od numeru 11[3] do 54; początkowo blisko współpracował z Aleksym Uchańskim, tworząc wspólne artykuły i podpisując większość z nich pseudonimem Alex&Gawron; późniejszy zastępca redaktora naczelnego „Cybera”, zastępca redaktora naczelnego „Magazynu WWW”;
- Emil Leszczyński, ps. Emilus – sekretarz redakcji od numeru 11[3] do 48, następnie przez kilka numerów figurował w stopce redakcyjnej jako sekretarz stanu; od 20 czerwca 1996 roku twórca i prowadzący program telewizyjny Escape, nadawany na kanale Polonia 1[12]; w związku z nowym zajęciem stopniowo ograniczał swój udział w „Top Secrecie”; w ostatnim, 54 numerze nie figurował już w stopce jako stały współpracownik zespołu; późniejszy redaktor naczelny „New S Service”;
- Piotr Leszczyński – współpracownik od numeru 31 do 54;
- Dariusz Michalski, ps. Sir Haszak – współpracownik od numeru 13, od 16 do 54 numeru z-ca red. nacz. i prowadzący rubrykę "Jest Taktycznie", od 22 numeru zajmował się kurektą;
- Rafał Piasek, ps. Jetboy, Badjoy – wcześniej pisał dla „Bajtka”[3], współpracownik „Top Secretu” co najmniej od numeru 22 do 54; od 49 numeru zastąpił Emila Leszczyńskiego na stanowisku sekretarza redakcji; późniejszy sekretarz redakcji programu telewizyjnego Escape, redaktor „Secret Service”, „New S Service”, „NEO”;
- Maciej Pietraś, ps. Bromba, Br0mba – współpracownik od numeru 25 do 48;
- Tomasz Przyjemski – współpracownik od numeru 24 do 54;
- Kamil Ruszkowski, ps. Rooshkeen – współpracownik od numeru 41 do 54;
- Aleksy Uchański, ps. Alex – współpracownik od numeru 11[3] do 38; blisko współpracował z Piotrem Gawrysiakiem, tworząc wspólne artykuły i podpisując większość z nich pseudonimem Alex&Gawron; późniejszy redaktor naczelny „Gamblera”, redaktor naczelny „Komputer Świat Gry”;
- Maciej Wiewiórski, ps. Wiewiór – współpracownik od numeru 11[3] do 40;
- Dobrochna Badora-Zawadzka – współpracowniczka od numeru 22 do 54; zajmowała się opracowaniem grafiucznym.

### Inni współpracownicy
Dla „Top Secretu” pisało swoje artykuły także wiele osób spoza zespołu redakcyjnego. Wśród nich byli m.in.:
- Łukasz Czekajewski, ps. Luke – jeden z pierwszych członków redakcji „Top Secretu”, publikował teksty od numeru 1 do 9. Opuścił redakcję czasopisma razem z Marcinem Przasnyskim, aby zająć się pisaniem tekstów dla nowego magazynu „Secret Service”. W latach 1988–1996 współpracował z magazynem „Bajtek”. Następnie pracował dla Microsoftu oraz przez ponad 10 lat dla czasopisma „Komputer Świat”, gdzie do 2012 roku zajmował stanowisko zastępcy redaktora naczelnego[13]. Sprowadził do „Top Secretu” innego współpracownika, Tomasza Przyjemskiego. Jego dewiza brzmiała: zawsze potrzebne są dobre opisy[10];
- Tomasz Przyjemski, ps. Dixie – trafił do „Top Secretu” za sprawą Łukasza Czekajewskiego; jego pierwszym artykułem był opis gry Shadow of the Comet, opublikowany w numerze 24 czasopisma w marcu 1994 roku; po zakończeniu kariery w „Top Secrecie” publikował także swoje artykuły w „Gamblerze”, „Enterze”, „Secret Service”, „Resecie”, współtworzył program telewizyjny Escape i pracował w gazecie „Komputer Świat”; obecnie zarządza grupą serwisów komputerowych i gamingowych w wydawnictwie Ringier Axel Springer Polska[10];

## Oprawa graficzna
Layoutem czasopisma od 22 numeru zajmowała się Dobrochna Badora-Zawadzka. Często pojawiały się krytyczne komentarze na temat jego estetyki. Piotr Mańkowski, dziennikarz konkurencyjnego „Secret Service” stwierdził, że opisywane gry zawsze w TS wyglądały brzydziej niż w Secret Service. Podobnego zdania był Tomasz Przyjemski: po prostu nasz layout był brzydki i nie potrafiliśmy lub nie mogliśmy nic z tym zrobić. Również czytelnicy wyrażali niepochlebne opinie. W ostatnim, 54 numerze, opublikowano list czytelnika o pseudonimie Krzysiu 74765K: Walnę prosto z mostu: MACIE BEZNADZIEJNĄ OPRAWĘ GRAFICZNĄ!!!.

## Nakład, liczba stron, cena
Nakład numerów 5 i 6 czasopisma „Top Secret” wynosił 107 tysięcy egzemplarzy. Numery 9 i 14 miały nakład 100 tysięcy. Od 16. numeru, aż do końca istnienia pierwszej edycji czasopisma, nakład wynosił 130 tysięcy egzemplarzy, z wyjątkiem numerów 35 i 36 (luty i marzec 1995 roku), dla których został on zmniejszony do 110 tysięcy. Co najmniej od numeru 22. do 32. czasopismo miało 52 strony. Wraz ze świątecznym numerem 33. w grudniu 1994 roku zwiększono objętość pisma do 68 stron. Nie uległa ona zmianie do ostatniego, 54 numeru pierwszej edycji. Cena pisma stopniowo rosła – co najmniej od numeru 22. do 32. wynosiła 18 tysięcy starych złotych (1,8 nowych złotych). Wraz z numerem 33. cena została podwyższona do 23 tysięcy starych złotych (2,3 nowych zł), co było związane ze wzrostem objętości pisma. Cenę ponownie podniesiono w marcu (do 2,5 zł) i maju 1995 roku (do 2,8 zł). Ostatnia podwyżka pierwszej edycji Top Secretu miała miejsce wraz z numerem 52., w lipcu 1996 roku – do 3 zł.

## Druga edycja (2002–2003)
Jesienią 2002 roku wydawnictwo Axel Springer podjęło próbę reaktywacji czasopisma „Top Secret”. W marcu 2003 roku zrezygnowano z wydawania pisma po ukazaniu się zaledwie czterech numerów.

## Reedycja Top Secret (2021)
Wiosną 2021 roku wydawnictwo Retronics, na podstawie udzielonej licencji, podjęło się wydania reedycji czasopisma "Top Secret". Według stanu na styczeń 2025 dostępnych jest dwadzieścia pierwszych numerów.